# Herdenkingsmonument van Herent
Het herdenkingsmonument aan de Onze-Lieve vrouwkerk in Herent is een oorlogsmonument. Het is gemaakt om de slachtoffers van de Eerste Wereldoorlog te herdenken in Herent. Later werd er een stukje bijgebouwd om de slachtoffers van de tweede wereldoorlog te herdenken. Het herdenkingsmonument staat op het Onze-Lieve-Vrouwplein naast de kerk van Herent (provincie Vlaams-Brabant). Het dateert uit het interbellum.

## Geschiedenis
De Duitsers vielen ons land binnen op 4 augustus 1914 hierdoor trok het Belgisch leger zich terug in het Hageland. Herent werd niet gespaard want het Belgische front rukte op 25 augustus vanuit Mechelen op. Slechts een paar huizen stonden nog overeind tussen de Mechelsesteenweg en de Gebroeders Masantstraat. Het gemeentehuis, het “kasteeltje” en de graanmolen werden platgebrand en geplunderd. Zo een 72 inwoners kwamen om.

## Beschrijving
Het beeld is ontworpen door Jorissen Antoine. Het thema van dit monument is Erfgoed uit de Eerste Wereldoorlog. Het staat op een oppervlakte van 62m2 en staat naast de Onze-Lieve-Vrouwekerk. Het is afgebakend door een ijzeren hekje en staat op openbaar domein.  Het monument werd aan de zuidzijde van de toren opgericht op het oude kerkhof. Om te zorgen dat je het monument beter kon zien werd een deel van de muur van het kerkhof gesloopt en werd ook de toegangspoort afgebroken. De toegangspoort staat nu op het kerkhof aan de Winkselsesteenweg.
Links op de pilaar staat 1914, in het midden staat “GEDENK” en op de rechtse pilaar staat 1918. In het midden rijst een gedenkzuil op, hierop staat een vrouw met kind afgebeeld. Het kind wijst naar het woord ‘gedenk’. Aan de onderkant staat het wapenschild van Herent en is omringd met een lauwerkrans. Links waar de namen van de slachtoffers op staan, staat er ”onze helden” en rechts “onze martelaars”. Ertussen staan alle namen van de mensen te Herent die gestorven zijn. De slachtoffers van Herent kregen dus hun eigen gedenkteken. In 1919 werd het monument geplaatst op het kerkhof voor de kerk. Links achter de kerk bevond zich toen in 1919 de herberg-bakkerij van Louis Perdieus-Penninckx “In den Vlaamschen Leeuw”. Boven het monument is er ook een spiegelboogvormig gedeelte waarop de slachtoffers van de tweede wereldoorlog opstaan. Dit is er later bij toegevoegd. Na Wereldoorlog twee werd er ook nog een extra gedeelte toegevoegd met de data en namen van de slachtoffers.

## Erfgoed
Dit oorlogsmonument is sinds 8 november 2021 vastgesteld als bouwkundig erfgoed en sinds 22 februari 2013 een beschermd monument.